# Lycaena matsumuranus
Lycaena matsumuranus är en fjärilsart som beskrevs av Felix Bryk 1946. Lycaena matsumuranus ingår i släktet Lycaena och familjen juvelvingar. Inga underarter finns listade i Catalogue of Life.